# Elysée Palace
Het Elysée Palace is een voormalig hotel in Parijs, gebouwd door de Elysée Palace Hotel Company. In 1896 heeft de Compagnie Internationale des Grands Hôtels (CIGH) een aandeel genomen in de Elysée Palace Hotel Company. Volgens het plan moest het hotel gereed zijn voor de bezoekers van de Wereldtentoonstellingen van 1900 die dan in Parijs zou worden gehouden. De bouwvergunning werd in 1897 verstrekt en in 1898 begon de bouw op de hoek van de Rue de Bassano en de Champs Elysées. Het hotel paste in het concept van de Compagnie Internationale des Wagons-Lits om haar klanten zowel voor als na de treinreis kwalitatief goed onderdak te bieden.

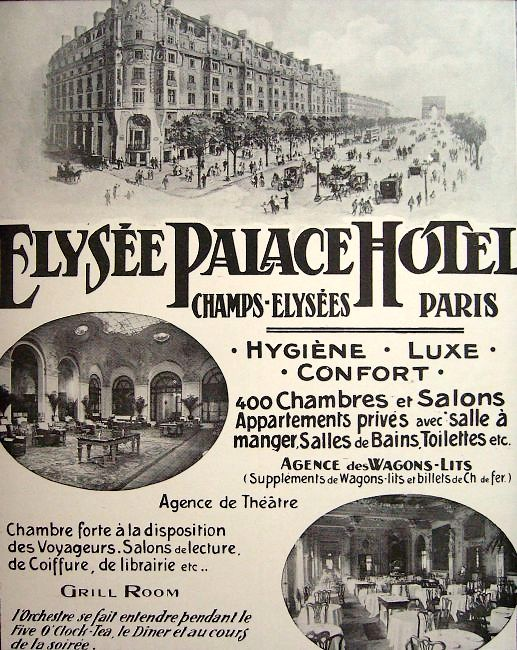
Affiche uit 1913

## Hotel
Op 10 mei 1899 werd het hotel geopend en tot 1914 door de CIGH geëxploiteerd. Het hotel richtte zich op het luxe marktsegment. Het woord Palace is in dit geval een verwijzing naar de voor die tijd zeer goede voorzieningen en werd ook bij andere hotels in Europa gebruikt. Het heeft echter niets te maken met het presidentieel paleis Palais d'Élysée iets verderop aan de overkant van de straat. Het hotel beschikte over een grote hal, een eetzaal, een leeskamer, een rooksalon en een boekingskantoor voor theaterkaartjes. Verder was het voorzien van elektrisch licht, toen een bijzonderheid, en kamers met voor die tijd zeer goede sanitaire voorzieningen. Het hotel werd een ontmoetingsplaats voor prominent Parijs. De CIGH stootte het hotel in 1914 af, maar het hotel bleef als zelfstandig bedrijf bestaan en behield tijdens de Eerste Wereldoorlog ook haar functie als ontmoetingspunt. Mata Hari verbleef er regelmatig en is hier op 13 februari 1917 in haar kamer gearresteerd. Aan het einde van de Eerste Wereldoorlog sloot het hotel z'n deuren als gevolg van de financiële tekorten die tijdens de oorlog steeds verder waren opgelopen.

## Kantoor

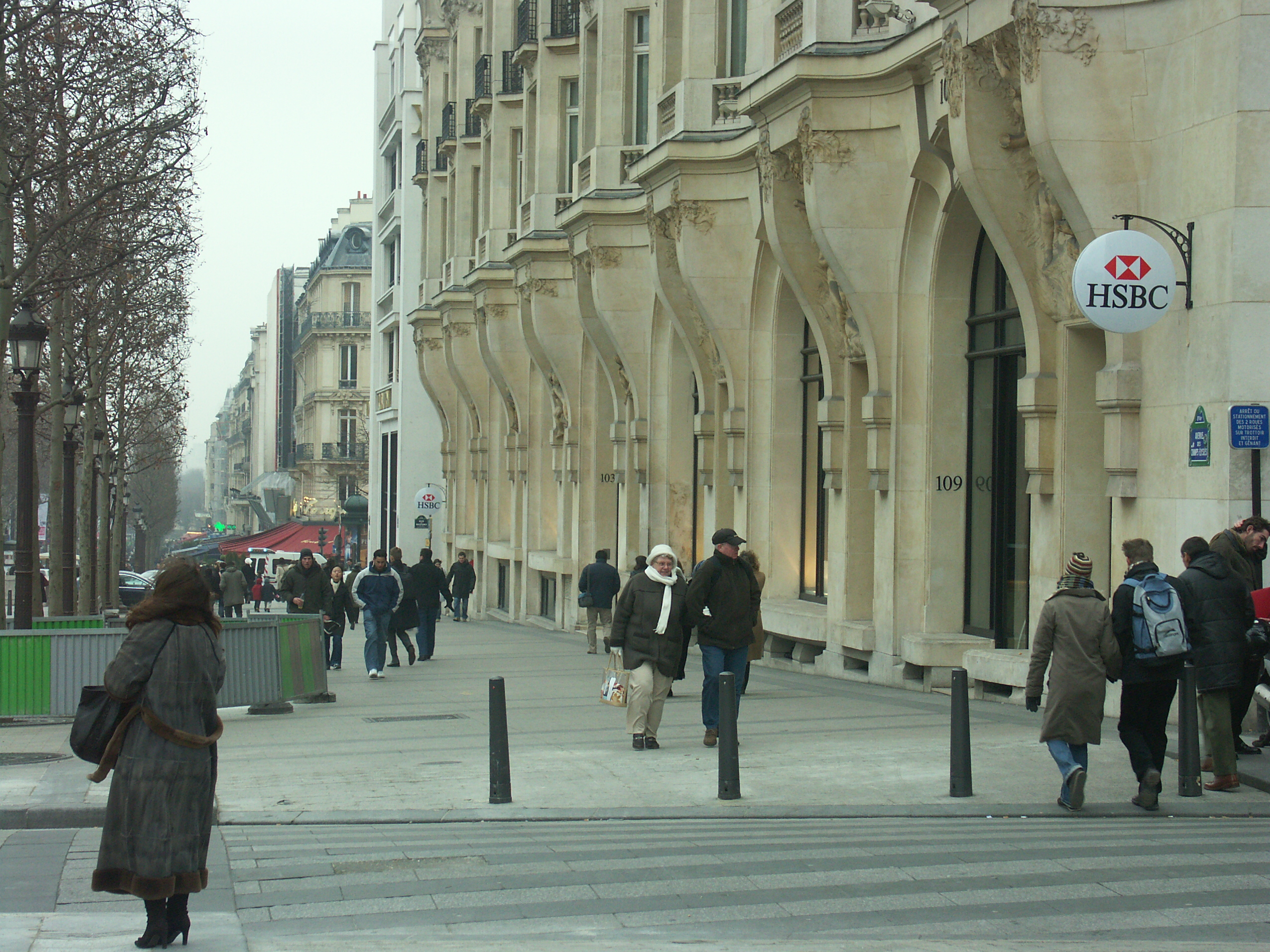
Het gebouw in 2006

In 1919 was de Franse bank Crédit commercial de France (CCF) op zoek naar een groter kantoorgebouw en in 1922 verhuisde ze haar centrale administratie naar het Elysée Palace. Sinds 1 november 2005, toen de CCF opging in de Britse bank HSBC, is het voormalige hotel in gebruik als het Parijse filiaal van HSBC. De bank verkocht het gebouw in 2010; sedertdien deed het gerucht de ronde dat het gebouw dienst zou gaan doen als Apple Store.